# 藤原俊義
藤原 俊義（ふじわら としよし、1960年 - ）は、日本の医学者、教育者、医師（外科医）、医学博士。岡山大学教授、岡山大学病院副病院長、オンコリスバイオファーマ株式会社特別顧問などを務める

## 概要
専攻は医学（特に消化器外科学、腫瘍外科、遺伝子治療など）。
岡山県出身。
- 岡山県立岡山芳泉高等学校　卒業
- 1985年 - 岡山大学医学部医学科　卒業、岡山済生会総合病院
- 1990年 - 同　大学院医学研究科（第一外科学講座）　修了、備前市立備前病院
- 1991年 - アメリカ・テキサス大学MDアンダーソンがんセンター腫瘍生物学教室
- 1992年 - 同　胸部心臓血管外科
- 1994年 - 岡山大学医学部附属病院（第一外科）　医員
- 1998年 - 同　助手
- 2003年 - 同　遺伝子・細胞治療センター　助教授
- 2004年 - オンコリスバイオファーマ株式会社　取締役
- 2010年 - 岡山大学医学部（消化器・腫瘍外科学）　教授
- 2011年 - 岡山大学病院　副病院長（研究担当）（併任）
- 2013年 - オンコリスバイオファーマ株式会社　特別顧問
- 2016年 - 岡山大学病院　副病院長（教育担当）（併任）[3][4][5]

## 活動
- 研究
  - アデノウイルスをもととした腫瘍溶解性ウイルスを作成。新規の抗腫瘍薬であるテロメライシンの開発を進めている。なお、開発には2004年設立の岡山大学発ベンチャーであるオンコリスバイオファーマ株式会社（東京都港区虎ノ門）が臨床研究と開発を実施している。治験はアメリカなどで実施[6][7]。
  - がん細胞をGFPで発光させる技術であるテロメスキャンを開発。通常、PETでのがんの検出限界5mmに対して、5mm以下のがんを見つけることが可能となった。従来の予防・診断技術を組み合わせることで超早期のがん治療を行うことができる[8][9]。
  - 制御性T細胞「HOZOT」（ホゾティ）を用いて、腫瘍融解ウイルス製剤をがん細胞へ選択的に運搬する技術の開発に成功している[10]。
- 学会
  - 日本外科学会　理事・代議員
  - 日本消化器外科学会　
  - 日本胸部外科学会
  - 日本呼吸器外科学会
  - 日本癌学会　評議員
  - 日本癌治療学会　理事・代議員
  - 日本胃癌学会　評議員
  - 日本肺癌学会
  - 日本遺伝子治療学会　理事・評議員
  - 日本再生医療学会　評議員
  - アメリカ癌学会

など